# Claus Deimel
Claus Deimel (* 12. März 1948 in Hamburg) ist ein deutscher Ethnologe, der sich insbesondere mit indigenen Völkern Mexikos befasst. Er war ab 2000 Direktor des Museums für Völkerkunde zu Leipzig und von 2004 bis 2013 der Staatlichen Ethnographischen Sammlungen Sachsen.

## Leben
Claus Deimel studierte von 1972 bis 1979 an den Universitäten in Frankfurt am Main und Heidelberg Historische Ethnologie, Politikwissenschaft, Soziologie und Vor- und Frühgeschichte. 1979 war seine Promotion zum Dr. phil. in Frankfurt mit einer Arbeit über die Missionierungsgeschichte der Tarahumara im Norden Mexikos. Er forscht seit 1973 in der Sierra Tarahumara und hat monographische Arbeiten, Bildwerke und Filmdokumentationen zu Wirtschaft, Gesellschaft und Ökologie in der Sierra Tarahumara, unter anderem auch über das Medium Ausstellung im Übersee-Museum Bremen, im Landesmuseum Hannover und im GRASSI Museum für Völkerkunde zu Leipzig, veröffentlicht. Lehraufträge erhielt er an den Universitäten Hamburg, Hannover und Leipzig.
Claus Deimel hat zusammen mit Künstlern und Forschern der Kwakwaka‘wakw-First Nation an der Nordwestküste Kanadas über die Geschichte einer Potlatch-Sammlung gearbeitet und die Ausstellung The Power of Giving, Alert Bay, Kanada, U’mista Cultural Society und Staatliche Kunstsammlungen Dresden, 2011 kuratiert.
Er war wissenschaftlicher Mitarbeiter im Hamburgischen Museum für Völkerkunde (1981–1985), am Übersee-Museum Bremen (1985–1987), am Detlefsen-Museum Glückstadt (1990–1992) und Oberkustos im Niedersächsischen Landesmuseum Hannover (1992–2000). 2000 wurde er zum Direktor des Leipziger Völkerkundemuseums (seit 2003 Grassi Museum für Völkerkunde zu Leipzig) berufen und gründete 2004 die Staatlichen Ethnographischen Sammlungen Sachsen (SES), eine Fusion des Grassi Museums für Völkerkunde zu Leipzig mit dem Museum für Völkerkunde Dresden und dem Völkerkundemuseum Herrnhut. 2010 traten die SES unter seiner Leitung dem Verbund der Staatlichen Kunstsammlungen Dresden (SKD) bei. Bis zum Eintritt in den Ruhestand im Juni 2013 war Claus Deimel Stellvertreter des Generaldirektors der Staatlichen Kunstsammlungen Dresden.
Er ist 1. Vorsitzender der Ethnologischen Gesellschaft Hannover e.V. und war Vorsitzender des bis 2024 bestehenden Alumni-Netzwerks des Instituts für Ethnologie an der Goethe-Universität Frankfurt am Main (ANEF).
Sein Dokumentarfilm „El Antifaz“ (2022) erhielt mehrere internationale Preise.

## Werke
Ausstellungen (Auswahl)
- 1993 Götter aus Afrika. Fotografien: Leonore Mau, Texte: Hubert Fichte, Forum des Landesmuseums Hannover
- 1996 Colorin Colorado. Große Wandbilder mexikanischer Kinder, der Maya, Huichol, Rarámuri, Mixe u. a. Niedersächsisches Landesmuseum Hannover
- 2000 Jaguar und Schlange. Kosmos der Indianer in Mittel- und Südamerika. Forum des Landesmuseums Hannover
- 2011 The Power of Giving. U’mista Cultural Society, Alert Bay, British Columbia, Kanada; Staatliche Kunstsammlungen Dresden (im Lipsiusbau)

Publikationen (Auswahl)
Deimel hat zahlreiche Aufsätze in deutschen und internationalen Fachzeitschriften veröffentlicht und mehrere Beiträge zu Sammelwerken und Festschriften verfasst
- 1980 Tarahumara. Indianer im Norden Mexikos. Verlag Syndikat, Frankfurt am Main
- 1980 Les Tarahumaras au présent et au passé. Ed. Fédérop, Lyon
- 1993 Götter aus Afrika. Teil 2: Rituelle Gegenstände. Ethnographische Sammlungen in Hannover. Hrsg. Thomas Michel, Niedersächsisches Landesmuseum Hannover
- 1996 Híkuri ba. Peyoteriten der Tarahumara. Ansichten der Ethnologie 1, Niedersächsisches Landesmuseum Hannover
- 1997 Die rituellen Heilungen der Tarahumara. Mit einer Einführung in die Literatur. Monografía rarámuri I. Völkerkundliche Abhandlungen XIII, Dietrich Reimer Verlag, Berlin
- 2001 Nawésari. Texte aus der Sierra Tarahumara. Monografía rarámuri II. Völkerkundliche Abhandlungen XIV, Dietrich Reimer Verlag, Berlin
- 2013 Auf einem Pfad zu Gott in der Sierra Tarahumara. Die Reise des Johannes Rattkay SJ in den Norden Mexikos und sein Bericht über seine Mission mit einer Beschreibung der Tarahumara Nation und ihres Landes. 1681–1683. Abhandlungen und Berichte der Staatlichen Ethnographischen Sammlungen Sachsen, Band 54
- 2017 Des Museums neue Kleider. Die Riten im Museum der Menschen. VWB-Verlag, Berlin

Herausgaben (Auswahl)
- 2004 Gaben an die Residenz. Ethnographische Kostbarkeiten aus den Kurfürstlich-Königlichen Sammlungen Dresdens. Staatliche Ethnographische Sammlungen Sachsen, Museum für Völkerkunde Dresden
- 2008 Kunstwerke der Welt. Afrika, Australien, Ozeanien, die Amerikas. (3 Bde.) Staatliche Ethnographische Sammlungen Sachsen
- 2009 (mit Markus Lenz und Bernhard Streck) Auf der Suche nach Vielfalt. Ethnographen und Geographen in Leipzig. Leibniz-Institut für Länderkunde, Leipzig
- 2010 (mit Wolf-Dietrich Freiherr Speck von Sternburg) Buddhas Glanz und Kaisers Pracht. Die Pekinger Sammlung Hermann Speck von Sternburg. Band 1 und 2, Leipzig 2008 und 2010
- 2007–2013 Jahrbuch der Staatlichen Ethnographischen Sammlungen Sachsen. Bd. 43–46;
- Abhandlungen und Berichte der Staatlichen Ethnographischen Sammlungen Sachsen. Bd. 52–54

Rundfunkbeiträge
- 1984 Die Fußläufer. Tarahumaras im Norden Mexikos. Ein Hörfunkfeature mit Originaltonaufnahmen des Autors. Erstsendung: Südwestfunk Baden-Baden 28. Januar 1984, Regie: Peter Michel Ladiges

Filme (Auswahl)
- Online seit 2007: Claus Deimel – YouTube, Voelkerkundemuseum – YouTube
- 2009 Híkuri ba ba. Autour le feu du Peyotl. Au pays Tarahumara (Mexique), 25 min
- 2013 Das Spiegelritual. Leben in Tarahumaraland. 65 min (Ankündigung: Leipziger Volkszeitung Online-Archiv 22. Februar 2013; Präsentation in Mexiko: El ritual del espejo, Casa de Chihuahua, México, 16. Januar 2014)
- 2014 Judas Fariseo Diablo. About The Devil And The Wild Gaiety. Del demonio y de las ganas de vivir. Über den Teufel und die wilde Lust am Leben, 52 min (Odderader Filmtage, 27. Juli 2014, Casa de Chihuahua 2015, Ethnografilm Festival Paris 2024)
- 2017  Simón Morales. Kleine Philosophie über das Eigene und das Andere (deut., span.)
- 2019 Der Híkuri. Peyote oder die Heilung der Kopfkranken (subtitles)
- 2020 El Antifaz. „Adiosi ba die Seele“ – Die Verabschiedung (deut., span. subtitles; Casa de Chihuahua 2020, Ethnografilm Festival Paris 2022)
- 2021/22 Ein Tropfen Wasser in der Wüste. Ein Corona-Bericht aus der Sierra Tarahumara (48 min)
- 2024 Als wenn du schon gestorben bist. Everything must dry out. (42 min) Dokumentarfilm über die anhaltende Dürre in der Sierra Tarahumara